# مضاد الفولات
|  |  |

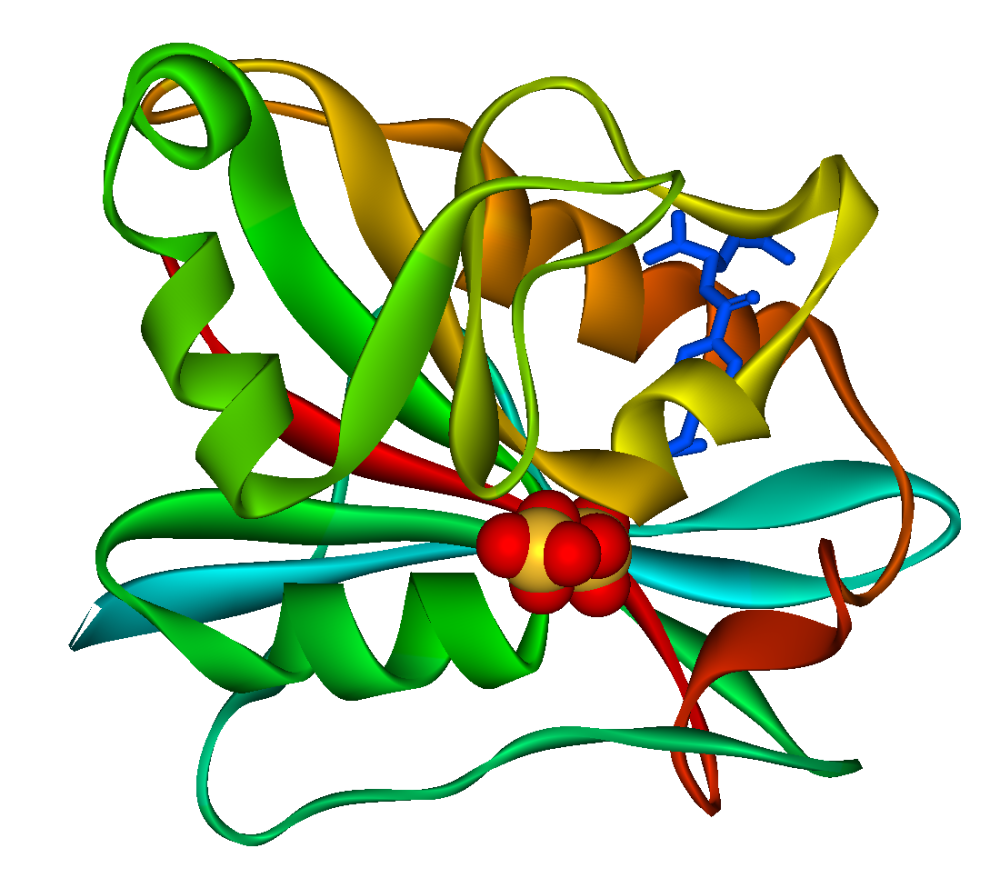
Dihydrofolate reductase (DHFR)

مضادات الفولات (بالإنجليزية: Antifolates)‏ هي أدوية تثبط (أي تمنع) فعالية ونشاط حمض الفوليك (فايتمين B9) هي عبارة عن مركبات عريضة الطيف فعالة ضد الكائنات الحية إيجابية الغرام وسلبيتها .

## المقارنة بين العوامل المتوفرة
| الدواء      | الفئة                          | الهدف الدوائي            | التأثير التثبيطي | تصنيف الحمل الأمريكي | المؤشرات | الآثار الجانبية البارزة |
| ----------- | ------------------------------ | ------------------------ | ---------------- | -------------------- | --- | --- |
| ميثوتركسيت  | مضادات الأورام وكابتات المناعة | الثدييات DHFR            | +++              | X                    | الأورام الخبيثة (خاصة الأورام الخبيثة المتعلقة بأمراض الدم و ساركوما العظام)، والحمل خارج الرحم وبأمراض ذاتية المناعة (خاصة التهاب المفاصل الروماتويدي، الصدفية، حبيبي مع التهاب الأوعية، متلازمة كودباستشر، الخ) | فشل الكلى أو الكبد، متلازمة ستيفنز جونسون، انحلال البشرة السمي، والعدوى، وفقر الدم اللاتنسجي، العدوى الانتهازية والمؤثرات GI.                                                                                                |
| بيميتريكسيد | مضادات الأورام                 | الثدييات DHFR, TS, GARFT | +++              | D                    | سرطانة الرئة غير صغيرة الخلايا & ورم المتوسطة | الغثيان والقيء وبحة في الصوت، والإمساك، وألم في الصدر، والإسهال، وفقدان الوزن، التهاب الفم، والطفح الجلدي، والحمى، والاعتلال العصبي المحيطي، الجفاف والكلى، متلازمة ستيفن جونسون، انحلال البشرة السامة وحمامي عديدة الأشكال. |
| بروغوانيل   | الأدوية المضادة للملاريا       | طفيلي DHFR               | +/-              | C                    | الملاريا الوقاية والعلاج | آلام في البطن، والصداع، وزيادة LFTs، ألم عضلي، والغثيان، والالتهابات الانتهازية، والإسهال، والقيء، وما إلى ذلك أقل شيوعا متلازمة ستيفنز جونسون، انحلال البشرة السمي، ندرة المحببات، فشل الكبد، والحساسية المفرطة، الخ        |
| بيريميثامين | مضاد طفيليات                   | طفيلي DHFR               | +/-              | C                    | الملاريا، داء المقوسات الرئوي والالتهاب الرئوي | متلازمة ستيفنز جونسون، انحلال البشرة السمي، ندرة المحببات وفقر الدم اللاتنسجي. |
| تريميتوبريم | مضادات الميكروبات واسعة الطيف  | الميكروبي DHFR           | +/-              | C                    | العديد (وخصوصا عندما تكون بالاشتراك مع السلفوناميد، سلفاميثوكسازول)؛ العلاج والوقاية من ذات الرئة بالمتكيسة الجؤجؤية، ملاريا وداء المقوسات. علاج الراعوم، داء الشيغيلات، لستيريا، التهابات الجهاز البولي,التفاقم الحاد للعدوى داء الانسداد الرئوي المزمن, الوقاية من الإصابة في الأفراد المصابين بفيروس الإيدز، إلخ. | متلازمة ستيفنز جونسون، انحلال البشرة السمي، ندرة المحببات وفقر الدم اللاتنسجي. |

## آلية عمل مضاد الفولات
لا تستطيع الجراثيم أن تمتص حمض الفوليك . بل يجب صنعه اعتباراً من الـ PABA حمض البارا-أمينوبنزويك والبتيريدين pteridine و الغلوتامات glutamate . و بالنسبة للبشر، يعد حمض الفوليك فيتاميناً، ولا نستطيع تخليقه . وهذا مما يجعل مسلك الاستقلاب هدفاً جيداً وانتقائياً للعوامل المضادة للمكروبات .

## الصور

حمض الفوليك
ميثوتركسيت
بيميتريكسيد
Raltitrexed
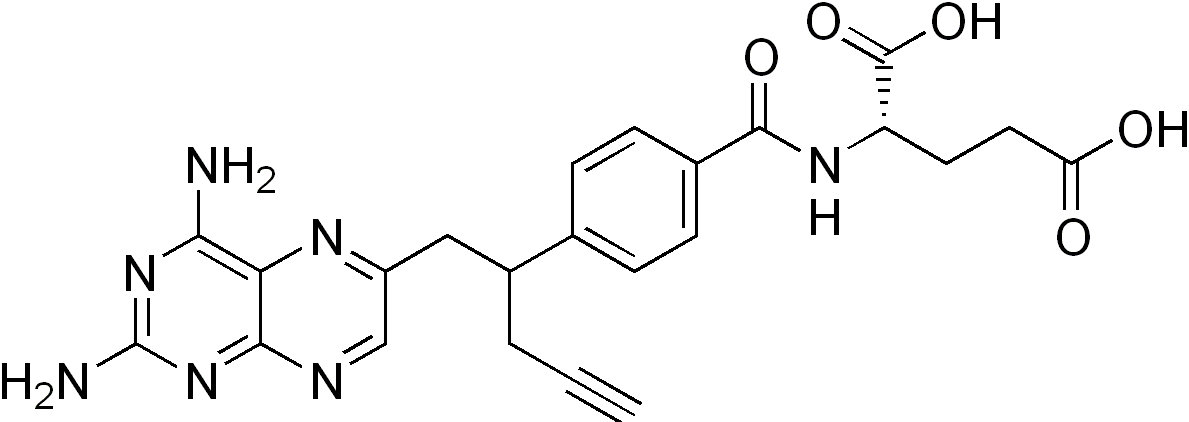
Pralatrexate